# Mammillaria decipiens
Mammillaria decipiens es una especie perteneciente a la familia Cactaceae. Es endémico de Guanajuato, Querétaro, San Luis Potosí México. Su hábitat natural son los áridos desiertos.

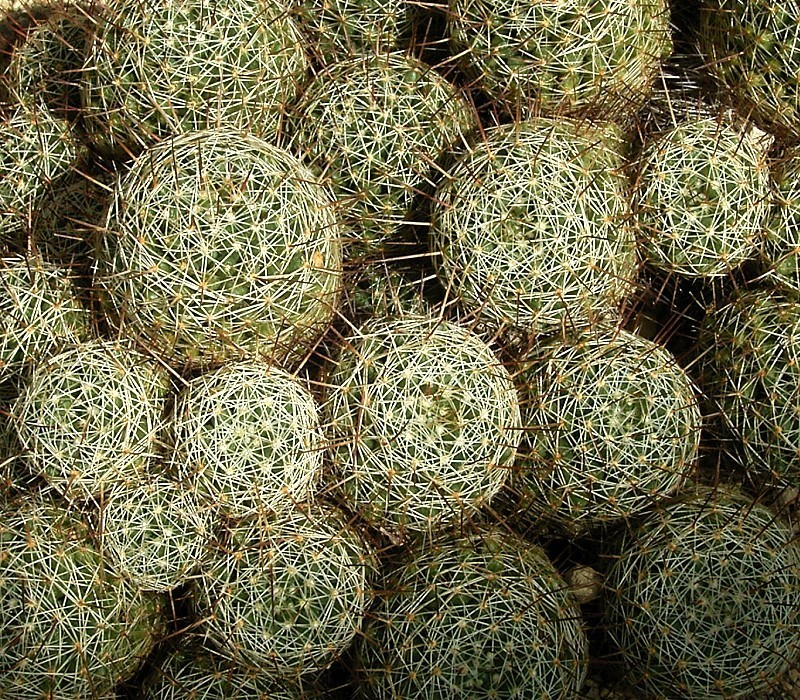
Plantas agrupadas

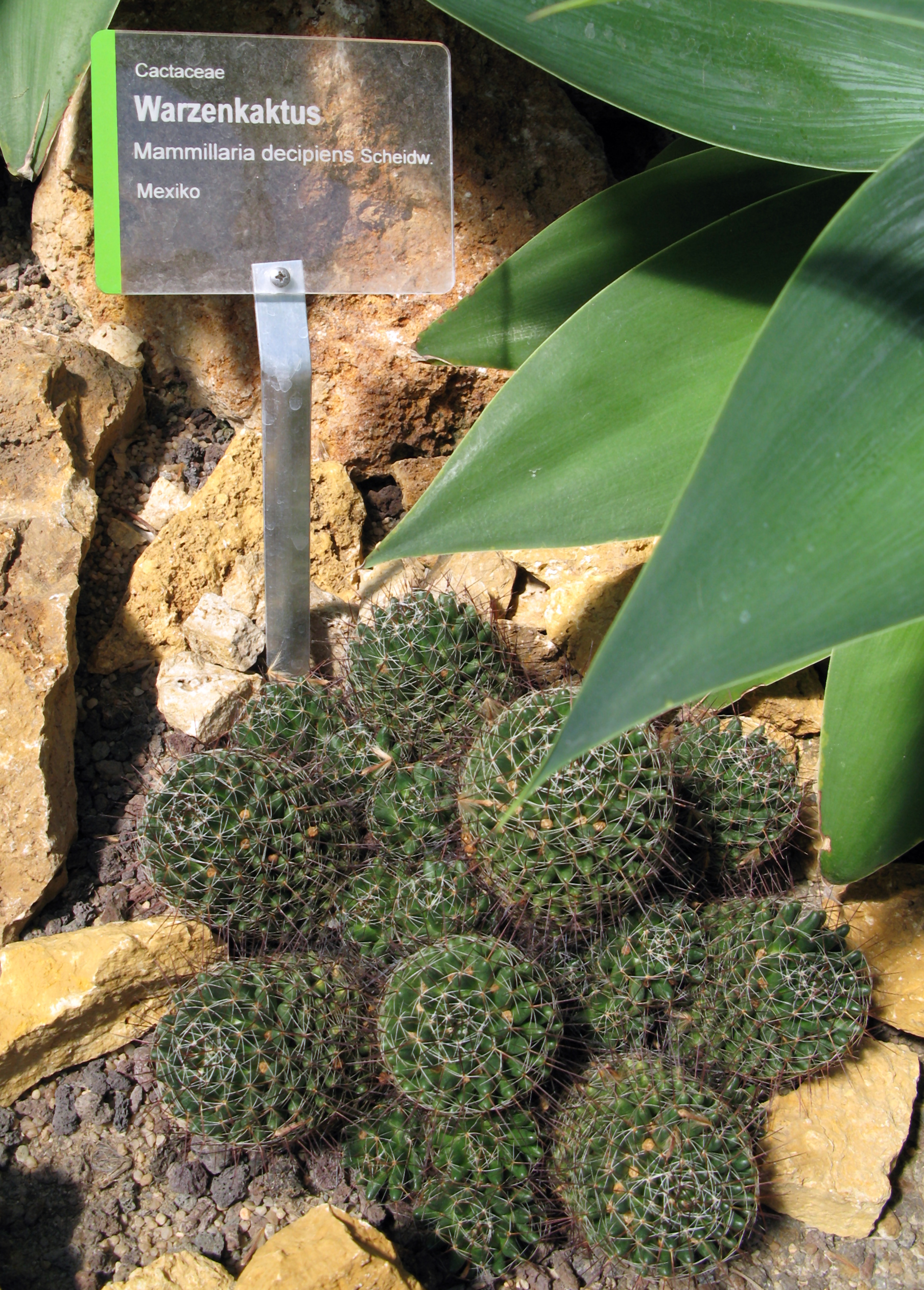
Vista de la planta

## Descripción
Es una planta perenne carnosa y globosa con las hojas transformadas en espinas, de color verde y con las flores de color blanco.   
Mammillaria decipiens forma una agrupación densa. Es redondeada, de color verde oscuro que alcanza un tamaño de hasta 10 cm de alto y de 4 a 7 centímetros de diámetro. Las areolas son cilíndricas, romas y no tienen savia lechosa . Tiene 1 a 2 espinas centrales marrones que son delgadas, rectas, aciculares y de 1,8 a 2,7 centímetros de largo.  Las 3-11 espinas radiales son de color blanco, a veces marrón, puntiagudas y delgadas como agujas, con 0,7 a 3 centímetros de largo.
Las amplias flores son blancas y fragantes, de  1,5 a 1,8 centímetros de largo. Los frutos cilíndricos son de color verde con un resplandor rojizo. Contienen semillas de color marrón claro.

## Taxonomía
Mammillaria decipiens fue descrita por Michael Joseph François Scheidweiler y publicado en Bulletin de l'Academie Royale des Sciences et Belles-lettres de Bruxelles 5: 496, en el año 1838.
Etimología
Mammillaria: nombre genérico que fue descrita por vez primera por Carolus Linnaeus como Cactus mammillaris en 1753, nombre derivado del latín mammilla = tubérculo, en alusión a los tubérculos que son una de las características del género.
decipiens: epíteto latíno que significa "engañosa, falsa"
Sinonimia
- Chilita decipiens
- Dolichothele decipiens
- Pseudomammillaria decipiens
- Mammillaria albescens
- Pseudomammillaria albescens
- Dolichothele albescens
- Mammillaria camptotricha
- Dolichothele camptotricha
- Neomammillaria decipiens[4]